# Ploskoroh pestrý
Ploskoroh pestrý (Libelloides macaronius; Scopoli, 1763) je hmyz z čeledi ploskorohovití. Ploskoroh pestrý se vyskytuje na zachovalých skalních a sprašových stepních trávnících. Poletuje pouze za teplých slunečných dnů, jinak usedá na vegetaci se střechovitě složenými křídly. Ploskoroh je charakteristický třepotavým letem, během letu loví drobný hmyz i kopuluje. Jedná se o dravce.

## Popis
Dospělci mají černě chlupaté tělo 25-35 mm dlouhé. Křídla jsou částečně bezbarvá, se žlutými a černohnědými skvrnami. Charakteristická jsou dlouhá nitkovitá tykadla zakončená paličkou. Tělo samců je zakončeno klíšťkami, které slouží k přidržování samice při kopulaci.

## Ekologie
Samice kladou 40-50 vajíček ve dvou řadách na vegetaci. Vajíčka jsou oválná, načervenalá a asi 2mm velká. Z nich se líhnou larvy podobné larvám mravkolvů. Larvy leží nehybně na zemi a čekají na potravu. Živí se různými bezobratlými, potravu tráví mimotělně, podobně jako pavouci. Larvy dvakrát přezimují, třetí instar si vytváří na vegetaci zámotek obalený detritem, ve kterém se zakuklí. Přibližně po třech týdnech se líhne dospělec.

## Výskyt
Ploskoroh pestrý se vyskytuje především v jihovýchodní Evropě a jihozápadní Asii. V České republice se vyskytuje ve dvou oddělených oblastech, a to ve středních Čechách a na jižní Moravě.